# Povodí Amuru
Povodí Amuru je povodí řeky 1. řádu a je součástí úmoří Ochotského moře. Tvoří je oblast, ze které do řeky Amuru přitéká voda buď přímo nebo prostřednictvím jejich přítoků. Jeho hranici tvoří rozvodí se sousedními povodími. Na západě je to povodí Jeniseje, na severu povodí Leny a menších přítoků Ochotského moře, na východě povodí menších přítoků Japonského moře a na jihu bezodtoké oblasti v poušti Gobi a povodí menších přítoků Žlutého moře. Nejvyšším bodem povodí je s nadmořskou výškou 2744 m Pektusan v Päktu-tägan.

## Země v povodí
Povodí zasahuje na území 4 zemí. Tabulka uvádí rozlohy v jednotlivých zemích jak jsou uvedené v příslušných zdrojích v km².
| Země                    | Cawater   | VSE       |
| ----------------------- | --------- | --------- |
| Rusko                   | 1 006 100 | [ 3 ]     |
| Čínská lidová republika | 889 100   | [ 3 ]     |
| Mongolsko               | 190 600   | [ 3 ]     |
| KLDR                    | 100       | [ 3 ]     |
| celkem                  | 2 085 900 | 1 855 000 |